# Borzechów (gemeente)
De gemeente Borzechów is een landgemeente in het Poolse woiwodschap Lublin, in powiat Lubelski.
De zetel van de gemeente is in Borzechów.
Op 30 juni 2004 telde de gemeente 3847 inwoners.

## Oppervlakte gegevens
In 2002 bedroeg de totale oppervlakte van gemeente Borzechów 67,37 km², waarvan:
- agrarisch gebied: 86%
- bossen: 10%

De gemeente beslaat 4,01% van de totale oppervlakte van de powiat.

## Demografie
Stand op 30 juni 2004:
| Omschrijving                   | Totaal | Totaal | Vrouwen | Vrouwen | Mannen | Mannen |
| ------------------------------ | ------ | ------ | ------- | ------- | ------ | ------ |
| eenheid                        | aantal | %      | aantal  | %       | aantal | %      |
| inwoners                       | 3847   | 100    | 1921    | 49,9    | 1926   | 50,1   |
| bevolkingsdichtheid (inw./km²) | 57,1   | 57,1   | 28,5    | 28,5    | 28,6   | 28,6   |

In 2002 bedroeg het gemiddelde inkomen per inwoner 1186,75 zł.

## Plaatsen
Białawoda, Borzechów, Borzechów-Kolonia, Dąbrowa, Dobrowola, Grabówka, Kaźmierów, Kępa, Kępa Borzechowska, Kępa-Kolonia, Kłodnica Dolna, Kłodnica Górna, Kolonia Łopiennik, Ludwinów, Łączki-Pawłówek, Łopiennik, Majdan Borzechowski, Majdan Radliński, Majdan Skrzyniecki, Osina, Ryczydół, Zakącie.

## Aangrenzende gemeenten
Bełżyce, Chodel, Niedrzwica Duża, Urzędów, Wilkołaz